# シャッフルアイランド
『シャッフルアイランド』は、ABEMAが製作・配信している日本の恋愛リアリティ番組。

## 概要
南国（グアムやフィジー）の2つの島に集められた男女が2つの島を行き来しながら恋愛を繰り広げる恋愛リアリティ番組である。当番組の特色として、メンバーは水着姿で過ごす、2つの島にいるメンバーがシャッフルされる、告白できるのは同じ島にいるメンバーのみといったことが挙げられる。

## 各回詳細

### シーズン1
2021年11月17日 - 2022年1月5日放送。全8回。

#### MC
出典：
- 屋敷裕政（ニューヨーク）
- ありしゃん（ヘラヘラ三銃士）
- Rちゃん

#### 男子メンバー
出典：
- 阿部隼也（じゅんや）
- 笈川勇斗（ゆうと）
- 奥田啓斗（けいと）
- 髙橋龍生（りゅうせい）
- ドルジ勇太（ゆうた）
- 西塚郁哉 (ふみや）
- 喜紀（よしき）

#### 女子メンバー
出典：
- AKARI（あかり）
- amane（あまね）
- 大木美里亜（みりちゃむ）
- しずか
- 渚りお（りお）
- 浜野はるき（はるき）
- 松永梨星（りせり）

#### 主題歌
出典：
- 「曖昧」（WANIMA）

### シーズン2
2022年7月5日 - 2022年8月23日放送。全8回。

#### MC
出典：
- 屋敷裕政（ニューヨーク）
- 峯岸みなみ
- さおりん（ヘラヘラ三銃士）

#### 男子メンバー
出典：
- アンドリュー
- 石川凱貴(よしき)
- 梅田竜成(りゅうせい)
- Daisuke(だいすけ)
- 西塚郁哉(ふみや)
- 森長一誠(いっせい)
- リョータ
- NABI

#### 女子メンバー
出典：
- エマ
- 瀬名ひなの(ひなの)
- 立花紫音(しおん)
- 西山乃利子(のりこ)
- さゆり
- MIRIN
- 佐川実優(みゆ)
- マーフィー波奈(はな)

#### 主題歌
出典：
- 「曖昧」（WANIMA）（オープニングテーマ）
- 「Focus on me」（WANIMA）（エンディングテーマ）

### シーズン3
2022年11月30日 - 2023年1月18日放送。全8回。

#### MC
出典：
- 屋敷裕政（ニューヨーク）
- 峯岸みなみ
- 中町綾

#### ゲスト
出典：
- 西野未姫

#### 男子メンバー
出典：
- 大久保銀河(ぎんが)
- 川口飛雄我(ひゅうが)
- 夏川陽向(ひなた)
- ハリュー
- 真子心太朗(しんたろう)
- みきや
- 山田健介(けんすけ)

#### 女子メンバー
出典：
- 青山レオナ(レオナ)
- あおぽん
- 伊集院あさひ(あさひ)
- COCO
- 涼那(すずな)
- 早坂シャーニィー(シャーニィー)
- ひな

#### 主題歌
出典：
- 「曖昧」（WANIMA）
- 「Focus on me」（WANIMA）

### シーズン4
2023年7月21日 - 2023年9月8日放送。全8回。

#### MC
出典：
- 屋敷裕政（ニューヨーク）
- 峯岸みなみ
- ゆきぽよ
- 三上悠亜（ゲストMC）
- 数原龍友（GENERATIONS from EXILE TRIBE）（ゲストMC）

#### 男子メンバー
出典：
- 大石大祐(たいゆう)
- 鬼倉龍大(りゅうだい)
- 加藤怜(れん)
- 木村吉光(よしみつ)
- 陸大成(たいせい)
- 関秀斗(しゅうと)
- 竹内克斗(かつと)
- アンドリュー

#### 女子メンバー
出典：
- くらら
- 清水里香(りか)
- ジョナ
- 高橋野乃子(ののこ)
- まえだまはる(まはる)
- 南凛(りん)
- りの

### シーズン5
2024年7月12日 - 2024年8月30日放送。全8回。

#### MC
出典：
- 屋敷裕政（ニューヨーク）
- 峯岸みなみ
- ゆきぽよ

#### ゲスト
出典：
- 青山テルマ
- HIMEKA
- 犬飼貴丈

#### 男子メンバー
出典：
- 阿部隼也(じゅんや)
- いけだりくと(りくと)
- 翁長汰志郎(たいしろう)
- 小見山直人(なおと)
- ひゅうが
- レオ
- SHUN
- アレック

#### 女子メンバー
出典：
- あのん
- 安藤京香(きょうか)
- 上原沙弓理(さゆり)
- 関口さくら(さくら)
- ちぴたん
- 羽柴なつみ(なつみ)
- 山本文香(あやか)
- COCO

#### 主題歌
出典：
- オープニングテーマ：「曖昧」（WANIMA）
- エンディングテーマ：「WaiKiKi feat. Ayumu Imazu」（VILLSHANA）